# Вода (картина Арчимбольдо)
«Вода» (итал. l'Acqua) — картина итальянского живописца Джузеппе Арчимбольдо (итал. Giuseppe Arcimboldo), написанная в 1566 году. Находится в Художественно-историческом музее, Вена. Выполнена маслом на дереве. Размер — 66,5 × 50,5 см.

## Описание
«Вода» — одна из картин цикла «Четыре стихии» в который также входят «Земля», «Огонь» и «Воздух». Аллегорический портрет Воды выполнен в жемчужно-сером холодном колорите. На тёмном глубоком фоне изображён профиль женщины. Её странный портрет полностью состоит из сплетения влажных и скользких обитателей водной стихии: разнообразных рыб, в том числе акул, кальмаров. Морские раковины, серёжка и жемчужное ожерелье служат для неё украшением. На её плече лежит осьминог. На груди — лобстер, морская черепаха и краб. В верхней части головы смешались рыбы, креветки, тюлень, морской конёк и красные кораллы.
Цикл картин «Четыре стихии» был создан в качестве подарка вместе с циклом «Времена года» императору Священной Римской империи Максимилиану II. Максимилиан любил искусство Арчимбольдо и поддерживал его творчество. Он допустил художника к императорской коллекции редкой фауны и флоры, чтобы тот мог создавать своё  фантастическое искусство, наблюдая и анализируя натуру. Вместе с тем Арчимбольдо являлся хранителем уникальной коллекции императорского двора.

## Картины из серии «Четыре элемента»

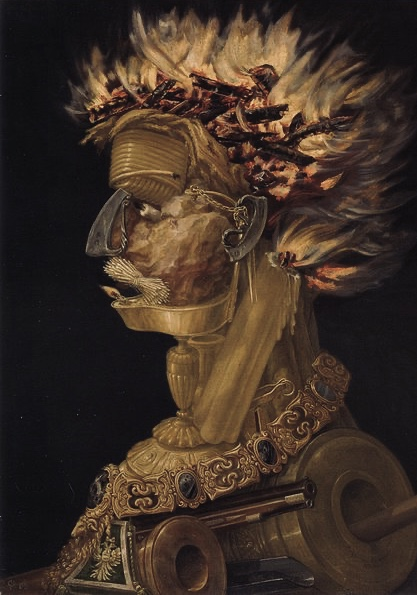
Огонь. 1566 год. Музей истории искусств. Вена
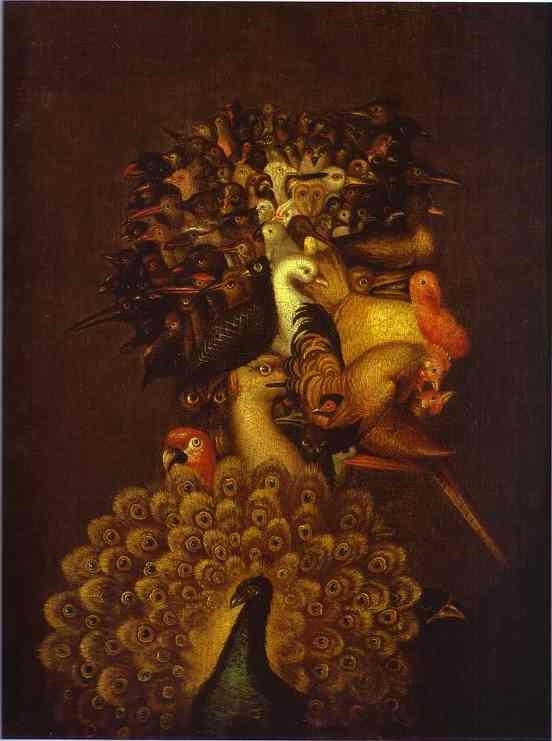
Воздух. 1566 год. Частное собрание
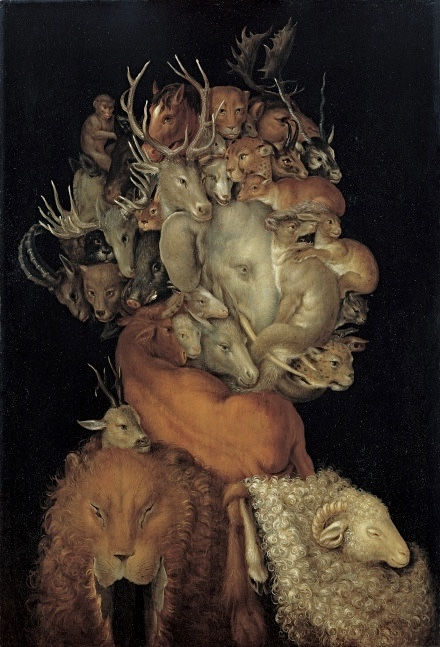
Земля. 1566 год. Собрание Лихтенштейнов